# Baron Strange

Ursprüngliches Wappen der Barone Strange of Knockin

Ursprüngliches Wappen der Barone Strange of Blackmere

Baron Strange ist ein erblicher britischer Adelstitel der viermal als Barony by writ in der Peerage of England geschaffen wurde.

## Verleihungen

### Erste Verleihung 1299
Der Titel erstmals wurde im Jahre 1299 für John Lestrange (1254–1309) geschaffen, als dieser per Writ of Summons von König Eduard I. ins englische Parlament berufen wurde, wodurch sich eine erbliche Baronswürde begründete. Der Titel heißt streng genommen nur Baron Strange zur Unterscheidung von den anderen, parallel existierenden Baronien Strange wird der Titel nach dem ursprünglichen Stammsitz der Barone, Knockin Castle, auch Baron Strange of Knockin genannt.
Der Titel wurde in der Familie Lestrange bis 1513/14 weitervererbt, als Joan Lestrange, die Erbtochter des Hauses und 9. Baroness Strange, starb, und der Titel auf ihren Sohn, Thomas Stanley, 2. Earl of Derby, überging. Der Titel fiel nach dem söhnelosen Ableben des 5. Earls of Derby und 13. Barons Strange, Ferdinando Stanley 1594 in Abeyance. Dieser Schwebezustand währte bis zum Jahre 1921, als Elisabeth Abney-Hastings, Gattin des 1. Viscount St. Davids, den Titel erfolgreich petitionierter und 14. Baroness Strange wurde. Ihr Urenkel, der 4. Viscount St. David, ist seit 2009 der 17. Baron Strange.

### Zweite Verleihung 1309
Ein Cousin des 1. Baron Strange of Knockin, Fulk Lestrange, wurde am 13. Januar 1309 ebenfalls durch Writ of Summons von König Eduard II. ins Parlament berufen und dadurch ein zweiter, paralleler Titel Baron Strange geschaffen. Der Titel wird auch Baron Strange of Blackmere genannt.
Beim Tod des 5. Barons 1375 fiel der Titel an dessen Tochter Elizabeth Mowbray, geborene Lestrange. Als sie 1383 kinderlos starb, fiel der Titel an ihre Tante Ankaret Talbot, geborene Lestrange, und bei ihrem Tod 1421 an ihren Sohn Gilbert Talbot, der bereits den Titel 5. Baron Talbot führte. Bei dessen Tod 1419 fielen beide Baronien an seine Tochter Ankaret Talbot und bei deren Tod 1421 an deren Onkel John Talbot, 6. Baron Furnivall, der 1442 zum Earl of Shrewsbury und 1446 zum Earl of Waterford erhoben wurde. Beim Tod des 7. Earls am 8. Mai 1616 fielen seine Baronies by writ in Abeyance zwischen seinen drei Töchtern Mary Herbert, Countess of Pembroke, Elizabeth Grey, Countess of Kent, und Alethea Howard, Countess of Arundel. Die Abeyance wurde 1651 zugunsten von Alethea beendet, welche die Titel 17. Baroness Strange of Blackmere und 13. Baroness Furnivall erhielt. Bei ihrem Tod 1654 beerbte sie ihr Enkel Thomas Howard, 5. Duke of Norfolk. Beim Tod des 9. Duke und 22. Baron Strange of Blackmere am 20. September 1777 fielen seine Baronies by writ erneut in Abeyance. Miterben sind die Nachfahren seiner beiden Nichten Winifred, Lady Stourton, und Ann, Lady Petre.

### Dritte Verleihung 1326
Am 3. Dezember 1326 wurde auch ein jüngerer Sohn des 1. Baron Strange of Knockin, Ebulo Lestrange durch Writ of Summons von König Eduard II. ins Parlament berufen und dadurch ein dritter Baron Strange geschaffen.
Der Baron starb kinderlos am 8. September 1335, wodurch sein Titel erlosch.

### Vierte Verleihung 1628
In vierter Verleihung wurde der Titel am 7. März 1628 für James Stanley, den späteren 7. Earl of Derby geschaffen, in dem dieser durch einen Writ of Summons von König Karl I. ins Parlament berufen wurde. Diese Verleihung geschah aufgrund eines Verfahrensfehlers. Karl I. wollte diesem eigentlich mittels Writ of Acceleration vorzeitig einen Titel seines Vaters übertrage, ging dabei irrtümlich davon aus, dass James Stanleys Vater, William Stanley, 6. Earl of Derby, auch Inhaber der 1299 geschaffenen Baronie Strange (of Knockin) sei. Dieser Irrtum beruhte darauf, dass mehrere Earls of Derby vor ihm tatsächlich rechtmäßige Inhaber dieser alten Baronie gewesen waren; als letzter war dies Ferdinando Stanley, 5. Earl of Derby, gewesen. Dieser hatte keine Söhne gehabt, sondern nur drei Töchter, so dass nur der Earlstitel an den nächsten männlichen Titelerben (hier den 6. Earl) überging, nicht aber die Baronie Strange von 1299, die in Abeyance fiel.
Das vorrangige Anwartschaftsrecht der drei Töchter des 5. Earl of Derby wurde bei dem Writ of Summons an James Stanley übersehen, aber nachträglich festgestellt. Da der Fehler durch die rechtsgültige, wenn auch irrtümlich erfolgte Berufung des James Stanley in das Oberhaus nicht rückgängig gemacht werden konnte, es sich aber andererseits nicht um die alte Baronie von 1299 handelte, da deren Rechte bei den Töchtern des 5. Earls und ihren Nachkommen lagen, stellte auch dieser Writ of Summons von 1628 die Neuschaffung einer weiteren Baronie Strange dar.
Die Baronie wurde nach seinem Ableben an seine leiblichen Nachkommen weitervererbt; sie blieb zunächst in der Stanley-Familie und war dann längere Zeit im Besitz des jeweiligen Duke of Atholl. Heutiger Titelträger ist seit 2005 als Adam Drummond, 17. Baron Strange.

## Liste der Barone Strange

### Barone Strange (of Knockin) (1299)
- John Lestrange, 1. Baron Strange of Knockin (1254–1309)
- John Lestrange, 2. Baron Strange of Knockin (1309–1311)
- John Lestrange, 3. Baron Strange of Knockin (1311–1323)
- Roger Lestrange, 4. Baron Strange of Knockin (1323–1349)
- Roger Lestrange, 5. Baron Strange of Knockin (1349–1382)
- John Lestrange, 6. Baron Strange of Knockin (1382–1397)
- Richard Lestrange, 7. Baron Strange of Knockin (1397–1449)
- John Lestrange, 8. Baron Strange of Knockin (1449–1479)
- Joan Lestrange, 9. Baroness Strange of Knockin (1479–1513/14)
- Thomas Stanley, 2. Earl of Derby, 10. Baron Strange of Knockin (1514–1521)
- Edward Stanley, 3. Earl of Derby, 11. Baron Strange of Knockin (1521–1572)
- Henry Stanley, 4. Earl of Derby, 12. Baron Strange of Knockin (1572–1593)
- Ferdinando Stanley, 5. Earl of Derby, 13. Baron Strange of Knockin (1559–1594) (Titel abeyant 1594)
- Elisabeth Abney-Hastings, 14. Baroness Strange of Knockin (1884–1974) (Abeyance beendet 1921)
- Jestyn Philipps, 2. Viscount St. Davids, 15. Baron Strange of Knockin (1917–1991)
- Colwyn Philipps, 3. Viscount St. Davids, 16. Baron Strange of Knockin (1939–2009)
- Rhodri Philipps, 4. Viscount St. Davids, 17. Baron Strange of Knockin (* 1966)

Voraussichtlicher Titelerbe (Heir Presumptive) ist der Bruder des jetzigen Titelinhabers, Hon. Roland Philipps (* 1970).

### Barone Strange (of Blackmere) (1309)
- Fulk Lestrange, 1. Baron Strange of Blackmere († 1324)
- John Lestrange, 2. Baron Strange of Blackmere († 1349)
- Fulk Lestrange, 3. Baron Strange of Blackmere († 1349)
- John Lestrange, 4. Baron Strange of Blackmere († 1361)
- John Lestrange, 5. Baron Strange of Blackmere (1353–1375)
- Elizabeth Mowbray, Countess of Nottingham, 6. Baroness Strange of Blackmere (1373–1383)
- Ankaret Talbot, 7. Baroness Strange of Blackmere (1361–1413)
- Gilbert Talbot, 5. Baron Talbot, 8. Baron Strange of Blackmere (1383–1418)
- Ankaret Talbot, 6. Baroness Talbot, 9. Baroness Strange of Blackmere (1416–1421)
- John Talbot, 1. Earl of Shrewsbury, 7. Baron Talbot, 10. Baron Strange of Blackmere (1384–1453)
- John Talbot, 2. Earl of Shrewsbury, 11. Baron Strange of Blackmere (1413–1460)
- John Talbot, 3. Earl of Shrewsbury, 12. Baron Strange of Blackmere (1448–1473)
- George Talbot, 4. Earl of Shrewsbury, 13. Baron Strange of Blackmere (1468–1538)
- Francis Talbot, 5. Earl of Shrewsbury, 14. Baron Strange of Blackmere (1500–1560)
- George Talbot, 6. Earl of Shrewsbury, 15. Baron Strange of Blackmere (1528–1590)
- Gilbert Talbot, 7. Earl of Shrewsbury, 16. Baron Strange of Blackmere (1552–1616) (Titel abeyant 1616)
- Alethea Howard, Countess of Arundel, 17. Baroness Strange of Blackmere (1585–1654) (Abeyance beendet 1651)
- Thomas Howard, 5. Duke of Norfolk, 18. Baron Strange of Blackmere (1627–1677)
- Henry Howard, 6. Duke of Norfolk, 19. Baron Strange of Blackmere (1628–1684)
- Henry Howard, 7. Duke of Norfolk, 20. Baron Strange of Blackmere (1655–1701)
- Thomas Howard, 8. Duke of Norfolk, 21. Baron Strange of Blackmere (1683–1732)
- Edward Howard, 9. Duke of Norfolk, 22. Baron Strange of Blackmere (1686–1777) (Titel abeyant 1777)

### Barone Strange (1326)
- Ebulo Lestrange, 1. Baron Strange († 1335)

### Barone Strange (1628)
- James Stanley, 7. Earl of Derby, 1. Baron Strange († 1651)
- Charles Stanley, 8. Earl of Derby, 2. Baron Strange (1628–1672)
- William Stanley, 9. Earl of Derby, 3. Baron Strange (1655–1702) (Titel abeyant 1702)
- Henrietta Ashburnham, 4. Baroness Strange († 1718) (Abeyance beendet 1714)
- Henrietta Ashburnham, 5. Baroness Strange († 1732)
- James Stanley, 10. Earl of Derby, 6. Baron Strange (1664–1736)
- James Murray, 2. Duke of Atholl, 7. Baron Strange (1690–1764)
- Charlotte Murray, 8. Baroness Strange (um 1731–1805)
- John Murray, 4. Duke of Atholl, 9. Baron Strange (1755–1830)
- John Murray, 5. Duke of Atholl, 10. Baron Strange (1778–1846)
- George Murray, 6. Duke of Atholl, 11. Baron Strange (1814–1864)
- John Steward-Murray, 7. Duke of Atholl, 12. Baron Strange (1842–1917)
- John Stewart-Murray, 8. Duke of Atholl, 13. Baron Strange (1871–1940)
- James Thomas Murray, 9. Duke of Atholl, 14. Baron Strange (1879–1957) (Titel abeyant 1957)
- John Drummond, 15. Baron Strange (1900–1982) (Abeyance beendet 1965; Titel abeyant 1982)
- Cherry Drummond, 16. Baroness Strange (1928–2005) (Abeyance beendet 1986)
- Adam Drummond, 17. Baron Strange (* 1953)

Titelerbe (Heir apparent) ist der Sohn des aktuellen Titelinhabers, Hon. John Drummond (* 1992).